# Pensaari
Pensaari är en ö i Finland. Den ligger i sjön Lojo sjö och i kommunen Lojo i den ekonomiska regionen  Helsingfors  och landskapet Nyland, i den södra delen av landet, 50 km väster om huvudstaden Helsingfors. Öns area är 1,13 kvadratkilometer och dess största längd är 2 kilometer i sydöst-nordvästlig riktning.